# Xystrota praepeditaria
Xystrota praepeditaria är en fjärilsart som beskrevs av Heinrich Benno Möschler 1890. Xystrota praepeditaria ingår i släktet Xystrota och familjen mätare. Inga underarter finns listade i Catalogue of Life.